# Медведев, Дмитрий Львович
Дми́трий Льво́вич Медве́дев (род. 23 апреля 1983, Москва) — русский писатель, публицист, историк, экономист. Биограф Уинстона Черчилля, Маргарет Тэтчер и Дианы, принцессы Уэльской.

## Биография

### Творчество: биографии, история, публицистика
В период с 2007 по 2009 годы Медведев сотрудничал с журналами «Имена», «Атмосфера», «Аэрофлот» и «S7», в которых публиковал исторические и биографические очерки. Его статьи были посвящены: Паваротти, Каллас, Караяну, Черчиллю, Тэтчер, Конан Дойлу, принцессе Диане, Эрхарт, Фоссету, Чкалову, Громову, Рокфеллеру, Бельмондо.
В 2008 году была издана первая книга Медведева «Черчилль: частная жизнь», которая вошла в двадцатку самых продаваемых публицистических книг года. В 2009 и 2010 годах вышли биографии Тэтчер и принцессы Дианы.
В период с 2013 по 2017 годы Медведев написал биографию Черчилля-литератора. Указанное произведение вышло в трех томах и на момент публикации стало самой объемной биографией Черчилля на русском языке: первый том – «Амбициозное начало, 1874-1929» (2016 год), второй том – «Против течения, 1929-1939» и третий том – «Личность и власть, 1939-1965» (2020 год). Первый и второй тома также были изданы в формате аудиокниг, чтец – Владимир Левашев. На основе этой биографии были подготовлены небольшие по объему издания: «Уинстон Черчилль. Темные времена» (2018 год), «Черчилль: в кругу друзей и врагов» (2019 год), а также ремейк издания 2008 года – «Черчилль: частная жизнь» (2019 год). Биография вошла в Книгу рекордов России в номинации: «Наибольшее количество слов в биографии, написанной одним автором в России».
В 2022 году в серии Жизнь замечательных людей вышла, написанная Медведевым, биография Уинстона Черчилля. «Молодая гвардия» также издало эту книгу вне серии под названием «Уинстон Черчилль: Последний титан». По словам автора, при работе над книгой он поставил перед собой «амбициозную цель – написать однокнижную биографию о британском политике, которая давала бы объективное и наиболее полное представление о его личности... биографию, которая прекрасно подходила бы современным занятым читателям,  постоянно спешащим, опаздывающим и стремящимся охватить и узнать как можно больше, но имеющим при этом время на прочтение только одной книги о Черчилле».

### Биографии управления

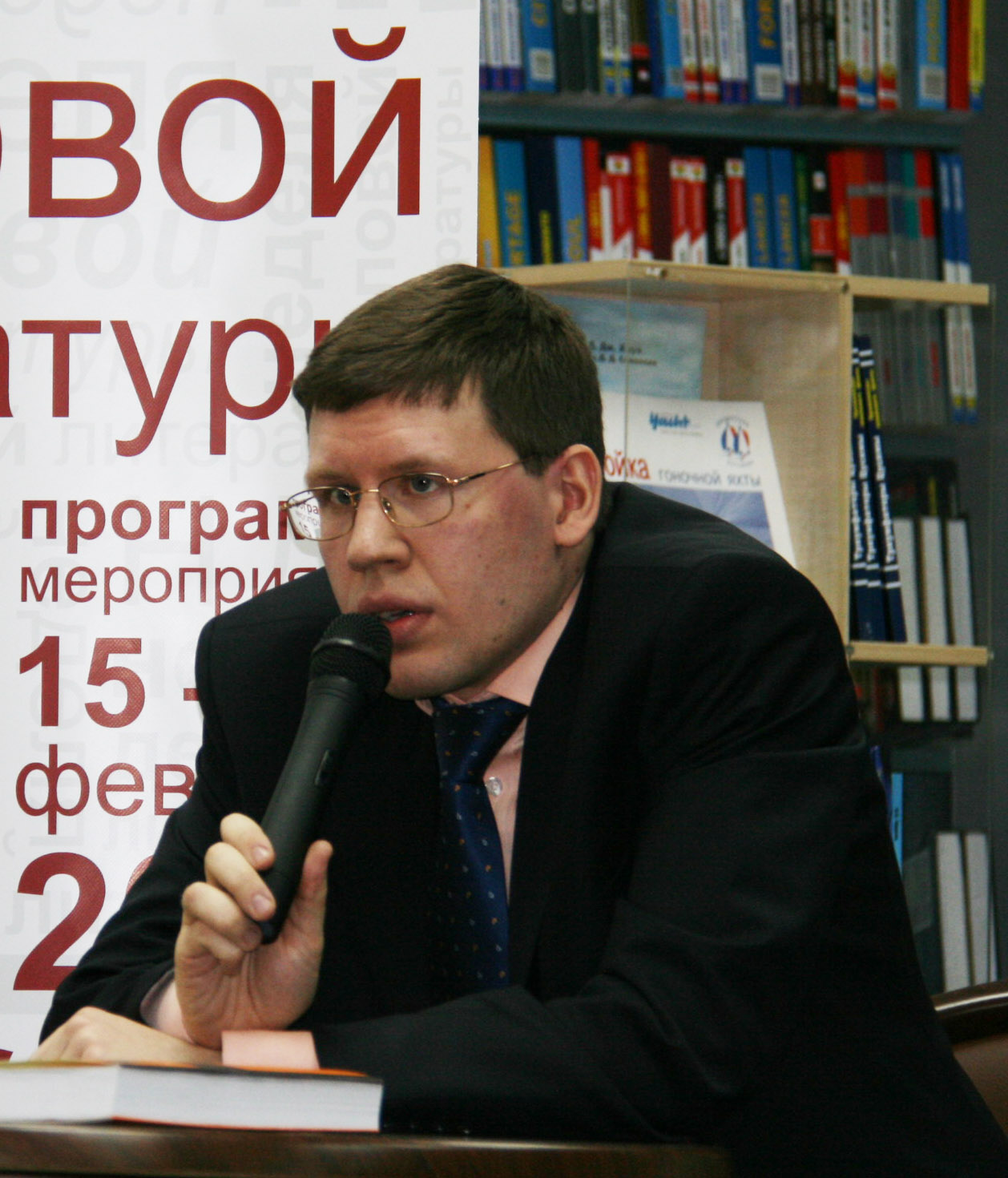

В 2011 и 2012 годах Медведев написал две монографии, посвящённые анализу деятельности Черчилля в соответствии с подходами и принципами современного менеджмента и лидерства. В 2014 году к столетию Первой мировой войны была опубликована третья монография «Черчилль 1911–1914. Власть. Действие. Организация. Незабываемые дни», рассматривающей подходы и принципы британского политика при модернизации  Королевского военного-морского флота. В 2020 году вышла монография «Рули как Черчилль: уроки лидерства, управления и власти», в которой представлено описание и классификация издержек управления, возникающих между руководителем и подчиненными, а также методов их снижения. Указанные книги написаны в жанре «биографии управления». По словам Медведева, в отличие от обычной биографии, объединяющей в себе «две плоскости – жизнь, поступки, мысли, переживания и опыт главного героя с историческим фоном», в «биографии управления» добавляется третья плоскость – «подходы и методы управления на пересечении философии, экономики, социологии, психологии и политологии, с которыми соотносится вся деятельность героя».
В 2016 году Медведев защитил в МГТУ им. Н.Э. Баумана диссертацию на соискание ученой степени кандидата экономических наук по специальности «Экономика и управление народным хозяйством (менеджмент)».

Монографии и статьи Медведева включены в учебные программы вузов по следующим дисциплинам:
- «Исторические особенности политического лидерства в странах Европы и Америки»[11]
- «Стратегическое управление»[12]
- «Стратегический финансовый менеджмент»[13]
- «Лидерство»[14]
- «Теория и методология социального управления»[15]
- «Теория менеджмента»[16]
- «Управление персоналом»[17]

### Теория институционального лидерства
Медведев является автором теории институционального лидерства – составной части новой институциональной экономики. Основные положения теории институционального лидерства изложены Медведевым в его монографии «Рули как Черчилль: уроки лидерства, управления и власти» и сводятся к следующему:
1. Базовой единицей управленческой деятельности является трансакция, которая представляет собой обмен пучками прав между участниками взаимодействия.
2. Учитывая объективные сдерживающие факторы: ограниченность ресурсов, неполноту и асимметрию распределения информации, ограниченную рациональность участников взаимодействия, а также их склонность к оппортунистическому поведению, – осуществление трансакций сопряжено с издержками.
3. К основным трансакционным издержкам управления относятся: издержки назначения, делегирования, принуждения, оппортунизма, контроля, координации и коллективных действий.
4. Наиболее эффективным инструментом сокращения трансакционных издержек управления являются институты – совокупность повышающих регулярность социального поведения формальных правил и неформальных ограничений, а также внешних и внутренних механизмов их выполнения и соблюдения, – которые снижают неопределенность, повышают координацию и выполняют распределительные функции.
5. Создание институтов и формирование институциональной среды также сопряжено с издержками, к которым относятся: издержки разработки правил и издержки карательного аппарата.
6. Институциональная среда не является статичной, она подвержена изменениям и смене институционального равновесия. Институциональные изменения сопряжены с издержками наказания за нарушение существующих правил и трансформационными издержками на создание новых правил, а также механизмов их обеспечения[18].

### Печатные издания
- Черчилль: частная жизнь. — М.: РИПОЛ классик, 2008. — 384 с. — ISBN 978-5-386-00897-0
- Тэтчер: неизвестная Мэгги. — М.: РИПОЛ классик, 2009. — 432 с. — ISBN 978-5-386-01678-4
- Диана: одинокая принцесса. — М.: РИПОЛ классик, 2010. — 526 с. — ISBN 978-5-386-02465-9
- Эффективный Черчилль: Методы, которые использовал самый известный премьер в мировой истории. — М.: РИПОЛ классик, 2011. — 576 с. — ISBN 978-5-386-03807-6
- Черчилль: Секреты лидерства. Слагаемые успеха самого известного премьера в мировой истории. — М.: РИПОЛ классик, 2012. — 640 с.— ISBN 978-5-386-05224-9
- Черчилль 1911—1914. Власть. Действие. Организация. Незабываемые дни. — М.: РИПОЛ классик, 2014. — 672 с. — ISBN 978-5-386-07017-5
- Черчилль. Биография. Оратор. Историк. Публицист. Амбициозное начало 1874—1929. — М.: РИПОЛ классик, 2016. — 880 с. — ISBN 978-5-386-08941-2
- Уинстон Черчилль. Оратор. Историк. Публицист. Против течения. 1929-1939. — М.: РИПОЛ классик, 2017. — 782 с. — ISBN 978-5-386-10073-5
- Уинстон Черчилль. Темные времена. — М.: РИПОЛ классик, 2018. — 448 с. — ISBN 978-5-386-10875-5
- Черчилль: частная жизнь. — М.: РИПОЛ классик, 2019. — 383 с. — ISBN 978-5-386-12455-7
- Черчилль: в кругу друзей и врагов. — М.: РИПОЛ классик, 2019. — 255 с. — ISBN 978-5-386-12508-0
- Уинстон Черчилль. Личность и власть. 1939-1965. — М.: РИПОЛ классик, 2020. — 863 с. — ISBN 978-5-386-13506-5
- Рули как Черчилль: уроки лидерства, управления и власти. — М.: РИПОЛ классик, 2020. — 454 с. — ISBN 978-5-386-13864-6
- Уинстон Черчилль. — М.: Молодая гвардия, 2022. — 489 с. — ISBN 978-5-235-04511-8

### Аудиокниги
- Черчилль. Биография. Оратор. Историк. Публицист. Амбициозное начало 1874—1929. — Storytel, 2017. — Читает Владимир Левашев. — Длительность: 35 ч. 14 мин. 17 сек.
- Тэтчер: неизвестная Мэгги. — Storytel, 2017. — Читает Марина Ливанова. — Длительность: 11 ч. 23 мин. 28 сек.
- Одинокая принцесса Диана. История любви. — Storytel, 2017. — Читает Марина Лисовец. — Длительность: 12 ч. 53 мин. 49 сек.
- Черчилль: быть лидером. — Storytel, 2017. — Читает Михаил Мурзаков. — Длительность: 15 ч. 13 мин. 14 сек.
- Черчилль 1911–1914. Власть. Действие. Организация. Незабываемые дни. — Storytel, 2017. — Читает Михаил Мурзаков. — Длительность: 20 ч. 12 мин. 41 сек.
- Уинстон Черчилль. Оратор. Историк. Публицист. Против течения. 1929-1939. — Storytel, 2018. — Читает Владимир Левашев. — Длительность: 33 ч. 06 мин. 17 сек.